# Руско-иранска война (1826 – 1828)
Руско-иранската война от 1826 – 1828 година е развръзката на вековния конфликт между Руската империя и Иран за господство над Кавказ и Прикаспийския регион.
С Гюлистанския договор, резултат на предходната война между двете държави, през 1813 година иранският шах признава руската власт над Грузия, Дагестан и Северен Азербайджан. Мирът трае до 1826, когато властта в Техеран е завзета от реваншистки настроения принц Абас Мирза. През юли иранските войски предприемат внезапно нападение в руски Азербайджан. Отделни техни отряди достигат до Баку, други завземат Елизаветпол, но основните сили са задържани повече от месец в Карабах с обсадата на крепостта Шуша. Иранското нашествие предизвиква въстание на част от местните мюсюлмани срещу руската власт, която на свой ред мобилизира арменско и грузинско опълчение. Иранските войски са неколкократно по-многобройни, но в обучението, организацията и въоръжението си отстъпват решително на руснаците. В началото на септември напредващият към Тифлис ирански авангард е разбит край река Шамхор. Скоро след това в сражението при Елизаветпол армията на Абас Мирза е разгромена прогонена на юг от река Аракс. През пролетта на 1827 руският главнокомандващ генерал Паскевич предприема настъпление срещу Нахичеван и Ереван. След поредица от сражения и обсади войските на Абас Мирза търпят нови поражения, а двата града и областите им падат в руски ръце. През октомври Паскевич достига и завзема Тебриз, с което принуждава шаха да иска мир. Изострянето на руско-турските отношения покрай гръцкото освободително въстание дава надежди на иранското правителство на турска помощ. Завземането на Урмия и Ардабил от руснаците през януари 1828 обаче отказва шаха от опитите да протака преговорите. С Туркманчайския мирен договор от февруари същата година Иран признава поражението си, отстъпвайки Ереванското и Нахичеванското ханство на Русия.